# Svíslach
Svíslach o Svísloch (bielorruso: Сві́слач; ruso: Сви́слочь; polaco: Świsłocz; yidis: סיסלעוויטש; lituano: Svisločius) es una ciudad subdistrital de Bielorrusia, capital del distrito homónimo en la provincia de Grodno. Dentro del distrito, es la capital del consejo rural homónimo sin formar parte del mismo.
En 2017 tenía una población de 6481 habitantes.
Se conoce la existencia de la localidad desde 1256, cuando se menciona en el Códice de Hipacio. En el siglo XIII era la capital de un pequeño principado, que posteriormente pasó a formar parte del Gran Ducado de Lituania, dentro del cual perteneció a varias familias nobles a lo largo del tiempo. Adoptó estatus de ciudad en 1523. En la partición de 1795 se incorporó al Imperio ruso, perdiendo el estatus de ciudad. En 1921 se incorporó a la Segunda República Polaca y en 1939 a la RSS de Bielorrusia, que le dio el estatus de asentamiento de tipo urbano en 1940. La localidad quedó casi despoblada en la Segunda Guerra Mundial, cuando los invasores alemanes asesinaron a casi todos sus tres mil habitantes judíos, que eran tres cuartas partes de la población. Recuperó el estatus de ciudad en 2000.
Se ubica cerca de la frontera con Polonia, unos 60 km al sur de la capital provincial Grodno.